# Gustav Kobbé
Gustav Kobbé (* 4. März 1857 in New York City; † 27. Juli 1918 auf der Great South Bay vor Bay Shore auf Long Island) war ein New Yorker Kunst- und Musikkritiker. Er wurde durch seinen Opernführer The Complete Opera Book bekannt.

## Herkunft, Ausbildung
Kobbé entstammte einer deutsch-amerikanischen Familie. Sein Vater, der Diplomat Wilhelm August Kobbé, hatte als Generalkonsul des Herzogtums Nassau in New York in eine anerkannte Ostküstenfamilie eingeheiratet und sich später dort als Kaufmann betätigt. Gustav Kobbé besuchte ebenso wie seine Geschwister bei Verwandten in Wiesbaden ab 1867 das Gymnasium und erhielt zusätzlich Unterricht in Kompositionslehre sowie Klavierunterricht. Nach seiner Rückkehr wurde die musikalische Ausbildung bei Joseph Mosenthal in New York fortgesetzt. Gustav Kobbé graduierte 1877 am Columbia College und 1879 erwarb er den Master an der Columbia Law School. 1882 heiratete er Carolyn Wheeler.

## Musikkritiker
Kobbé wurde zunächst Mitherausgeber des Musical Review. 1882 berichtete er als Korrespondent aus Bayreuth für die New York World von der Erstaufführung des Parsifal. In der Folge veröffentlichte er Artikel und Beiträge zu Musikthemen in führenden amerikanischen Periodika wie The Century Magazine, Scribner's Magazine, The Forum, North American Review und anderen und wurde schließlich (langjähriger) Musikkritiker des von James Gordon Bennett junior herausgegebenen New York Herald.
Zum Zeitpunkt seines tragischen Todes stand er kurz vor Abschluss der Arbeiten an seinem postmortem erschienenen Hauptwerk The Complete Opera Book. Bis zum endgültigen Erscheinen dieses Werks waren jedoch noch erheblichen Korrekturen und Einfügungen erforderlich, die von Katharine Wright besorgt wurden. Soweit sie noch weitere Opern einfügte, machte sie diese eigenen Beiträge durch ihre Initialen am Ende der jeweiligen Beiträge deutlich.

## Tragischer Tod
Kobbé war ein begeisterter Segler. Als er im Juli 1918 mit einem Segelboot auf der Great South Bay vor Bay Shore, Long Island, unterwegs war, wurde das Rigg seines Katbootes von einem im Landeanflug befindlichen größeren Wasserflugzeug des Konstrukteurs de Havilland touchiert. Der Mast brach in zwei Teile und Kobbé wurde durch Wucht umherfliegender Riggteile auf der Stelle getötet. Der Pilot der selbst unbeschädigten Maschine war ein Leutnant der US-Navy, der für die erste Atlantiküberquerung trainierte. Er hatte den Unfall selbst überhaupt nicht bemerkt und wurde erst nach der Landung auf den Vorfall aufmerksam gemacht.

## Verwandtschaft
Auch seine Brüder erreichten gesellschaftliches Ansehen: Wilhelm August wurde General der US-amerikanischen Bundesarmee und Philipp Ferdinand war Major in der Nationalgarde und Vizepräsident der Westinghouse Electric & Manufacturing Company. Sein Enkel Francis Thorne wurde ein angesehener Komponist.

## Werke
- The Ring of the Nibelung. 1889.

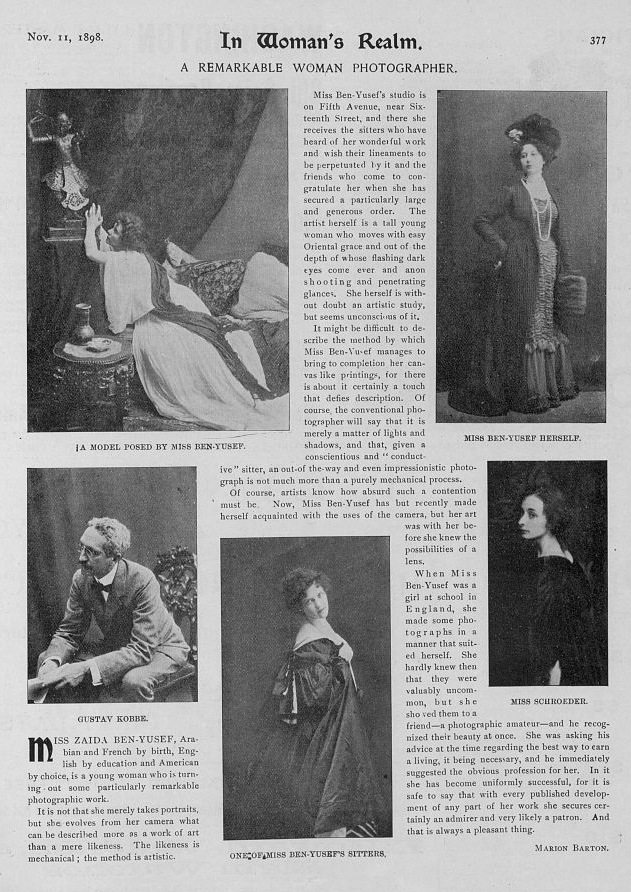
Gustav Kobbé (unten links)

- Wagner's Life and works. 2 Bände. 1890.
- New York and its Environs. 1891.
- Plays for Amateurs. 1892.
- My Rosary, and Other Poems. 1896.
- Miriam. 1898.
- Wagner's Music-Dramas Analyzed. 1904.
- The Loves of Great Composers. 1905.
- Opera Singers. 1905. (6., überarbeitete Auflage. 1913)
- Famous American Songs. 1906.
- How to Appreciate Music. Moffat, Yard & Company, New York 1906.
- Portrait Gallery of Great Composers. 1911.
- The Complete Opera Book : the Stories of the Operas, Together with 400 of the Leading Airs and Motives in Musical Notation. Herausgegeben postmortem von Katharine Wright. Putnam and Sons, New York, 1919 / London, 1922.